# 1-Iodnaphthalin
1-Iodnaphthalin ist eine chemische Verbindung und ein Naphthalin-Derivat.

## Gewinnung und Darstellung
Die früheste Erwähnung in der Literatur geht auf Robert Otto und Gustav Möries zurück, welche es 1868 im Rahmen einer Untersuchung des Di-2-naphthylquecksilber aus demselben mit Iod gewannen. Dabei bemerkten sie, dass erst bei der Zusetzung von 2 Äquivalenten Diiod das 1-Iodnaphthalin entsteht und bei bloß einem Äquivalent ein Quecksilber(IV)-Komplex mit zwei Iod-Atomen und den beiden Naphthyl-Liganden aus dem Edukt, den sie isolieren und kristallisieren konnten.
Etwas näherliegend ist der 1886 von Emilio Noelting berichtete Weg über eine Sandmeyer-Reaktion, also dem Kochen von Diazonaphthalinsulfat in saurer Lösung mit Kaliumiodid.
Albert Edinger berichtete 1896 von einer Synthese aus unsubstituiertem Naphthalin mit Schwefel(I)-iodid und Salpetersäure. Hierbei war das Produkt nur in geringer Ausbeute und mit 1-Nitronaphthalin als Nebenprodukt zu erhalten.